# Buon quel che vi pare
Buon quel che vi pare (Merry Happy Whatever) è una serie televisiva statunitense, pubblicata il 28 novembre 2019 sulla piattaforma Netflix. Nell'aprile 2020, la serie è stata cancellata.

## Trama
La serie segue le vicende della numerosa famiglia Quinn sotto il periodo di Natale.

## Personaggi e interpreti

### Personaggi principali
- Don Quinn, interpretato da Dennis Quaid. Padre di Patsy, Kayla, Sean ed Emmy.
- Emmy Quinn, interpretata da Bridgit Mendler. Figlia di Don e fidanzata di Matt con cui vive a Los Angeles.
- Matt, interpretato da Brent Morin. Fidanzato musicista di Emmy.
- Kayla Quinn, interpretata da Ashley Tisdale. Figlia di Don e sorella di Emmy, Sean e Patsy. Ha divorziato da poco.
- Patsy Quinn, interpretata da Siobahn Murphy. Figlia di Don e sorella di Emmy, Sean e Kayla. È sposata con Todd.
- Todd, interpretato da Adam Rose. Marito di Patsy.
- Sean Quinn, interpretato da Hayes MacArthur. Figlio di Don e fratello di Patsy, Emmy e Kayla. È sposato con Joy ed ha tre figli.
- Joy Quinn, interpretata da Elizabeth Ho. Moglie di Sean e madre dei suoi figli.

### Personaggi ricorrenti
- Sean Quinn Jr., interpretato da Mason Davis. Figlio maggiore di Sean e Joy.
- Donny Quinn, interpretato da Lucas Jaye. Figlio minore di Sean e Joy.
- Nancy, interpretata da Garcelle Beauvais. Infermiera di cui Don ha una cotta.

### Guest star
- Alan, interpretato da Tyler Ritter. Ex marito di Kayla.
- Bryan, interpretato da Chris Meyers. Figlio di Nancy.
- Ted Boseman, interpretato da Dan Castellaneta. Don lo obbliga ad offrire un lavoro ad Emmy.

## Episodi
| Stagione       | Episodi | Pubblicazione USA | Pubblicazione Italia |
| -------------- | ------- | ----------------- | -------------------- |
| Prima stagione | 8       | 2019              | 2019                 |